# WASP-19 b
WASP-19 b, o Banksia è un pianeta gioviano caldo in orbita attorno alla nana gialla WASP-19, visibile nella costellazione delle Vele.

## Storia delle osservazioni
WASP-19 b è stato scoperto con il metodo del transito grazie ad osservazioni condotte tra il 2006 e il 2008 con il telescopio SuperWASP-South, presso il South African Astronomical Observatory in Sudafrica, nell'ambito del progetto SuperWASP. Ne fu quindi osservato un transito con il telescopio Faulkes Sud da 2 m di diametro il 17 dicembre 2008, mentre con la misura delle velocità radiali si cercò di definire il valore della sua massa. Fu osservato, in particolare, che il pianeta completava un'orbita in circa 19 ore. Oltre ad essere il pianeta dal periodo orbitale più breve fino ad allora scoperto, risultava interessante sia per studi di dinamica orbitale, sia per studi volti alla caratterizzazione dell'atmosfera dei gioviani caldi.
Nel maggio del 2010 fu osservato con il telescopio ASTEP 400, di 40 cm di diametro, operativo presso la base di ricerca Concordia in Antartide. Grazie alle grandi dimensioni del pianeta, risultarono riconoscibili non solo le eclissi primarie (in cui il pianeta transita dinanzi alla stella), ma anche le eclissi secondarie (durante le quali il pianeta transita dietro la stella). Le osservazioni confermarono il valore del periodo di rotazione, pari a 10,7±0,5 giorni, e fornirono una stima della temperatura media della faccia illuminata, pari a 2690+150
−220 K.

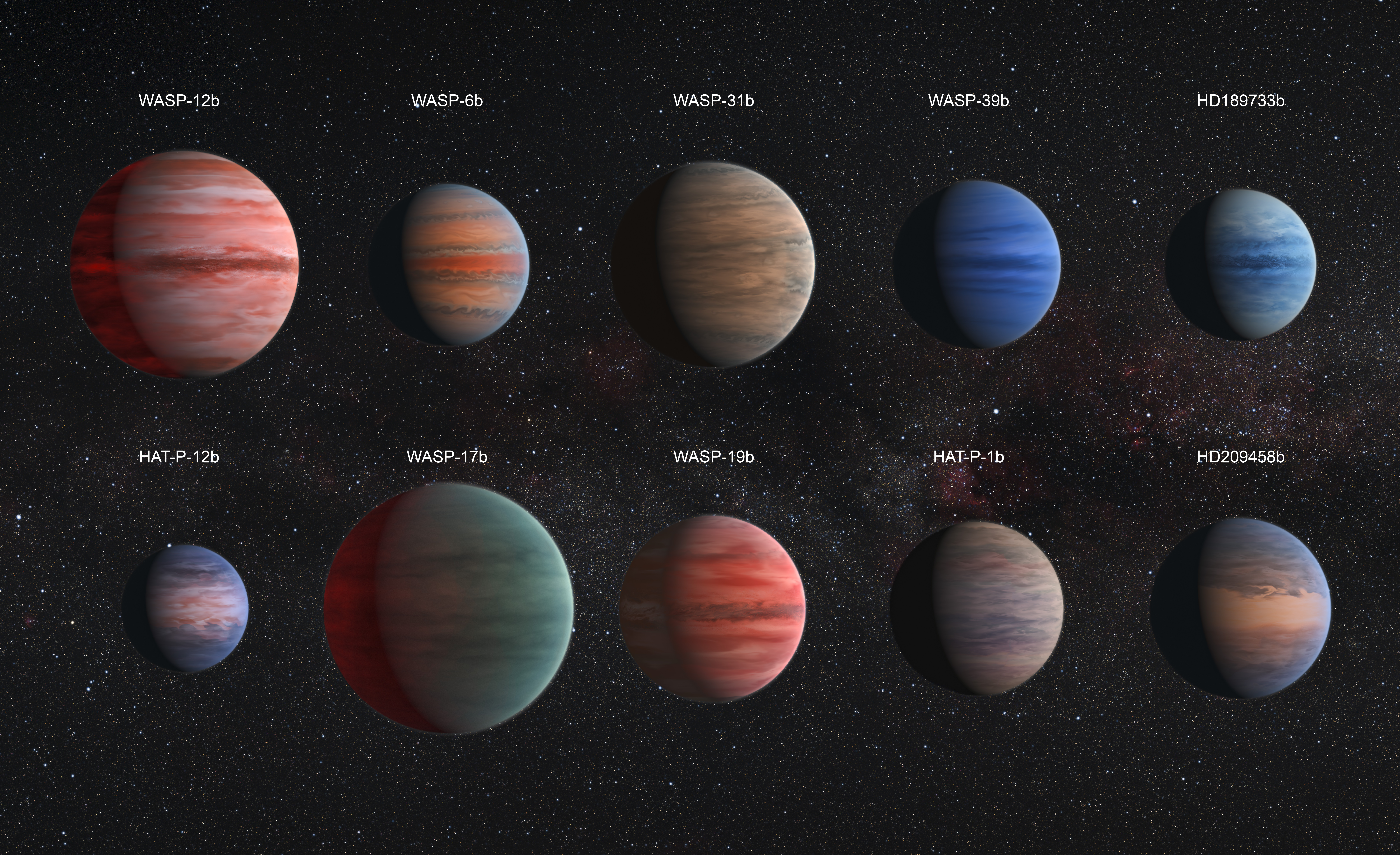
Confronto tra dieci gioviani caldi; dall'alto a sinistra abbiamo: WASP-12 b, WASP-6 b, WASP-31 b, WASP-39 b, HD 189733 b, HAT-P-12 b, WASP-17 b, WASP-19 b, HAT-P-1 b e HD 209458 b (rappresentazioni artistiche).

Tra giugno e luglio del 2011, il pianeta è stato osservato con la Wide Field Camera 3 del telescopio spaziale Hubble. Tali osservazioni hanno permesso di rilevare, sebbene non in modo conclusivo, la presenza di acqua nell'atmosfera del pianeta. Analisi successive dei dati hanno indicato che la quantità d'acqua presente sul pianeta dovrebbe essere consistente con il valore atteso per una composizione analoga a quella del Sistema solare. Inoltre, il rapporto del carbonio rispetto all'ossigeno (C/O) è inferiore a 0,9: l'atmosfera del pianeta non sarebbe dominata dal carbonio, come altri avevano suggerito.
Tra il novembre del 2014 e il febbraio del 2016, WASP-19 b è stato osservato con il Very Large Telescope, dell'ESO. Le osservazioni hanno condotto al rilevamento del monossido di titanio (TiO), predetto dai modelli teorici per pianeti le cui atmosfere superano i 2000 K, ma rilevato infine per la prima volta su WASP-19 b con difficoltà. Viene inoltre confermata la rilevazione dell'acqua e del sodio (Na). L'interpretazione dei dati suggerisce inoltre che l'atmosfera non sia limpida, ma che vi sia caligine, che potrebbe essere costituita dalle particelle dello stesso monossido di titanio. Infine, viene fornita una misura della temperatura dello strato a cui si raggiunge 1 mbar, pari a 2350+168
−314 K.
Osservazioni con il telescopio spaziale TESS hanno permesso di avere una nuova misura della temperatura media della faccia diurna, 2240±40 K, e di confermare quella della faccia notturna 1090+190
−250 K ottenuta con le misure nell'infrarosso del telescopio Spitzer. Ciò conferma l'esistenza di fenomeni di trasporto tra le due facce del pianeta.

## Caratteristiche
WASP-19 b è un gioviano caldo che orbita attorno alla sua stella in circa 18 ore e 55 minuti. La sua distanza media dalla stella è di circa 6 volte e mezzo la distanza che separa la Luna dalla Terra. Il pianeta ha una massa di 1,114 MJ e un raggio pari a circa 1,4 volte quello di Giove. La sua densità può essere stimata in 680 kg/m³, confrontabile con quella di Saturno.
Il pianeta ruota su sé stesso in 10 giorni, 16 ore e 48 minuti. Sulla sua faccia diurna si raggiunge una temperatura (2240±40 K) superiore al doppio di quella che si registra sulla sua faccia notturna (circa 1090 K).